# Толедский алькасар
Толедский алькасар (исп. Alcázar de Toledo) — замок, расположенный в верхней части города Толедо в одноимённой испанской провинции (автономное сообщество Кастилия-Ла-Манча) и возведённый в 1486—1570 годах.
Это большое четырёхугольное здание размером 60 метров с каждой стороны, обрамленное четырьмя большими 60-метровыми башнями, каждую из которых венчает типичный мадридский шпиль из шифера.
Замок имел стратегическое значение как практически неприступная крепость, защищавшая город.

## История
Первое фортификационное сооружение в Толедо было построено ещё древними римлянами. В 568 году крепость была перестроена вестоготом Леовигильдом для выполнения им функции королевского дворца. Позднее алькасар дорабатывался в 836 году Абд ар-Рахманом II и Абд ар-Рахманом III в 932 году.
Крепость мавров перешла в руки испанцев в 1085 году, когда войска короля Кастилии Альфонсо VI вернули эти территории христианам.

### Средневековье
После возвращения замка в руки королевства Леона и Кастилии последовательно Альфонсо VI Храбрый, Альфонсо VII Император, Альфонсо VIII и Фернандо III занимались перестройкой алькасара. При Альфонсо X была завершёна отделка восточного фасада и построены четыре угловые башни, образующих внутренний двор.
В XIV веке, когда мусульмане были отброшены далеко на юг, а затем выбиты с полуострова, представители династии Трастамара выбирают Толедский алькасар своей постоянной резиденцией. Педро I приказал «по-королевски» обустроить внутренние помещения, а уже при Католических королях был отделан западный фасад замка.

### Новое время
В 1535 году Карл V поручил Алонсо де Коваррубиасу и его помощникам перестроить замок, таким образом превратив его в «смесь» дворца и замка. В этом виде Толедский алькасар и сохранился до наших дней.
Во время Войны за испанское наследство в 1710 году внутренне убранство замка пострадало от пожара. Только 1774 году архиепископ Франсиско де Лоренцана предложил начать реставрацию, которую провёл архитектор Вентура Родригес. После реставрации в комплексе разместился Королевский Дом милосердия. Вторжение Наполеона в Испанию и события, имевшие место 2 мая 1808 года в Мадриде оказали большое влияние на алькасар — в нём разместился крупный французский гарнизон. Но 31 января 1810 года предположительно произошло возгорание пороха. Замок выгорел почти полностью: фактически, остались лишь стены и крыша.
В 1867 году Изабелла II принимает решение восстановить алькасар, и работы начались 2 июля того же года. В следующем году происходит Славная революция, свергнувшая королеву, и в результате работы стали продвигаться очень медленно. Лишь в 1878 году крепость признают частично восстановленной. Тогда же в здании стала размещаться Пехотная Академия Толедо. В 1887 году Толедский алькасар пережил третий пожар, который начался в библиотеке и быстро распространился по всему зданию, разрушив его почти полностью.

### XX и XXI века
Во время гражданской войны в Испании Хосе Москардо Итуарте возглавил антиреспубликанский мятеж в Толедо. Однако, республиканские войска, имевшие подавляющее численное превосходство, вынудили Москардо занять оборону в замке. Осада длилась с 22 июля по 27 сентября 1936 года.
В сентябре республиканцы активизировали боевые действия, и 18 сентября им удалось взорвать одну из башен крепости. 20 сентября стены алькасара были залиты горючей жидкостью и забросаны гранатами, но это не причинило крепости большого урона. 25 сентября была взорвана ещё одна башня. Оборона Толедского алькасара во франкистской Испании была символом самоотверженного героизма его защитников. Спустя 70 дней после начала осады, замок был освобожден войсками под командованием генерала Хосе Энрике Варела. На следующий день его посетил Франциско Франко.
К концу осады здание было сильно повреждено. После войны Алькасар был восстановлен. В октябре 1998 года в замке разместилась библиотека автономного сообщества Кастилия-Ла-Манча («Biblioteca Autonómica»), а с июля 2010 года в нём находится Музей армии, перенесённый сюда из Зала Королевств в Мадриде.

## Описание
Архитекторы Алонсо де Коваррубиас, Франсиско де Вильяльпандо и Хуану де Эррера спроектировали компактное и закрытое здание, расположенное вокруг прямоугольного двора с двойным уровнем арок, поддерживаемых классическими колоннами коринфского и тосканского ордеров. Коваррубиас спроектировал также северный фасад, а Эррера — южный. Несмотря на то, что разные части фасада проектировались разными людьми, результат оказался гармоничным: он разделён на три этажа многочисленными проёмами, вокруг которых помещена роскошная лепнина. Особо тщательно был вырезан гигантский имперский щит над входом в Толедский алькасар.
После смерти Вильяльпандо работы были завершены Хуаном де Эррерой. Лестница, предварительно спроектированная Франсиско де Вильяльпандо, была завершена уже во время правления Филиппа II. Внешний вид Толедского алькасара впоследствии не изменялся — архитекторы, руководившие восстановительными работами после каждого из пожаров, использовали первоначальные чертежи Де Коваррубиаса.